# Nyctanassa
A Nyctanassa a madarak (Aves) osztályának a gödényalakúak (Pelecaniformes) rendjébe, ezen belül a gémfélék (Ardeidae) családjába és a gémformák (Ardeinae) alcsaládjába tartozó nem.

## Rendszertani besorolásuk
A Nyctanassa-fajokat korábban a bakcsóformák (Nycticoracinae) alcsaládjába sorolták, azonban az új alaktani- és DNS-vizsgálatok alapján ezt a madárnemet áthelyezték a gémformák alcsaládjába.
Mikor még a bakcsóformák alcsaládjába tartozott, a Nyctanassa nembéli madarakat, a rokon Nycticorax-fajok közé sorolták.

## Tudnivalók
Az ebbe a nembe tartozó madarak éjjeli életmódot folytattak, illetve egyik még folytat. Az előfordulási területük az amerikai szuperkontinens, annak is a meleg, parti részei.

## Rendszerezés
A nembe az alábbi 1 élő faj és 1 kihalt faj tartozik:
- sárgakoronás bakcsó (Nyctanassa violacea) (Linnaeus, 1758) - típusfaj
- †Nyctanassa carcinocatactes Olson & Wingate, 2006 - talán a 17. századig fennmaradt

### Fordítás
- Ez a szócikk részben vagy egészben  a   Nyctanassa című angol Wikipédia-szócikk ezen változatának fordításán alapul.  Az eredeti cikk szerkesztőit annak laptörténete sorolja fel. Ez a jelzés csupán a megfogalmazás eredetét és a szerzői jogokat jelzi, nem szolgál a cikkben szereplő információk forrásmegjelöléseként.